# Lomaptera bugeiae
Lomaptera bugeiae är en skalbaggsart som beskrevs av Franz Antoine 2004. Lomaptera bugeiae ingår i släktet Lomaptera och familjen Cetoniidae. Utöver nominatformen finns också underarten L. b. tagulensis.